# ANThology
ANThology è il secondo album in studio del gruppo musicale statunitense Alien Ant Farm. L'album, pubblicato il 6 marzo 2001, è stato premiato disco di platino e ha riscosso un successo enorme con il singolo Smooth Criminal, cover della celebre canzone di Michael Jackson.

## Tracce
1. Courage – 3:30
2. Movies – 3:15
3. Flesh and Bone – 4:28
4. Whisper – 3:25
5. Summer – 4:15
6. Sticks and Stones – 3:16
7. Attitude – 4:54
8. Stranded – 3:57
9. Wish – 3:21
10. Calico – 4:10
11. Death Day – 4:33
12. Smooth Criminal – 3:29
13. Universe – 9:07 (include la traccia nascosta Orange Appeal)